# Lepthyphantes locketi
Lepthyphantes locketi là một loài nhện trong họ Linyphiidae.
Loài này thuộc chi Lepthyphantes. Lepthyphantes locketi được miêu tả năm 1977 bởi van Helsdingen.